# Sibirske trape
Sibirske trape (ruski: Сибирские траппы - Sibirskije trappy) su veliko područje vulkanskog kamenja, površine oko 2 milijuna km2, sastavljene uglavnom od magmatskih stijena, u Sibiru u Rusiji. Cijeli niz masovnih erupcija koje su oblikovale sibirske trape smatraju se najvećom poznatom vulkanskom aktivnosti u zadnjih 500 milijuna godina povijesti Zemlje. Smatra se da je vulkanska aktivnost oko tog područja trajala preko 200.000 godina te je barem donekle utjecala na Perm-Trijas izumiranje na kraju Perma, prije oko 251 milijun godina.
Pojam "trape" potječe od švedske riječi za stepenice (trappa, ili katkad trapp), te se odnosi na brijegove u obliku stepenica na tom području, karakteristične za bujicu bazalta.

## Vanjske poveznice
- Sibirske trape  Arhivirana inačica izvorne stranice od 11. kolovoza 2010. (Wayback Machine)
- Sibirske trape autor: Richard Cowen
- Opis područja
- Erupcija vulkana u sibirskim trapama možda odogovorne za masovno izumiranje